# Adela Cortina
Adela Cortina Orts (Valencia, 12 marzo 1947) è una filosofa spagnola.

## Biografia
Dopo aver studiato filosofia e lettere all'Università di Valencia, è entrata nel dipartimento di metafisica.
Nel 1979, ha discusso la sua tesi dottorale, su Dio nella filosofia trascendentale kantiana e quindi ha insegnato in scuole medie di secondo grado.
Una borsa di ricerca le ha consentito di frequentare l'Università di Monaco di Baviera, dove è entrata in contatto con la teoria critica, il pragmatismo e l'etica marxista e, più in concreto con la filosofia di Jürgen Habermas e Karl-Otto Apel.
Al rientro in Spagna, ha orientato definitivamente i suoi interessi di ricerca sull'etica.
Nel 1986 ha ottenuto la cattedra di filosofia morale, incarico che ha mantenuto fino al 2017.
È membro della Commissione nazionale di riproduzione umana assistita e del Comitato di consulenza di etica della ricerca scientifica e tecnologica.

## Pensiero
La sua attenzione è stata sempre legata all'economia, all'impresa, alla discriminazione della donna, alla guerra, all'ecologia e alla genetica, ambiti ugualmente coltivati dall'autrice nelle sue opere.
In articoli e conferenze, ha espresso la sua opinione su molti altri aspetti della vita, che sottoposta ad esame "merita essere vissuta". Nel decennio di 1990 accennò al concetto di aporofobia per riferirsi all'odio e al rifiuto della povertà e delle persone povere.
Nel 2018 è stato pubblicato il libro collettivo Ética y filosofía política. Homenaje a Adela Cortina nel quale si rende omaggio al suo pensionamento come cattedratica dell'Università di Valencia con firme dei filosofi che rendono omaggio al suo pensiero, tra loro: Domenica García Marzá, José Félix Lozano Aguilar, Emilio Martínez Navarro, Juan Carlo Siurana, Vittoria Camps, Conchiglia Roldán, Alicia Villar e altri.

## Vita personale
È sposata con il filosofo e cattedratico dell'Università di Valenzia, Gesù Conill.

## Pubblicazioni
- Dios en la filosofía trascendental de Kant, Universidad Pontificia de Salamanca, 1981.
- Ética mínima: Introducción a la filosofía práctica. Madrid: Tecnos, 1986. 295 pp. ISBN 84-309-1748-9. (prolusione di José Luis Aranguren), diverse edizioni.
- Ética sin moral. Madrid: Tecnos, 1990. 318 pp. ISBN 84-309-2642-9.
- La moral del camaleón: ética política para nuestro fin de siglo, Madrid, Espasa-Calpe, 1991.
- Ética aplicada y democracia radical, Madrid, Tecnos, 1993, diverse edizioni.
- Ética de la empresa: claves para una nueva cultura empresarial, Madrid, Tecnos, 1994.
- Razón comunicativa y responsabilidad solidaria: ética y política en K. O. Apel, Salamanca, Sígueme, 1995.
- con Juan Escámez Sánchez y Estebán Pérez-Delgado, Un mundo de valores, Generalitat Valenciana, 1996.
- con Emilio Martínez Navarro, Ética, Madrid, Akal, 1996.
- con María del Pilar Arroyo Gordo, Ética y legislación en enfermería. Análisis sobre la responsabilidad profesional, Madrid, McGraw-Hill, 1996.
- con Juan Escámez Sánchez, Educar para la justicia, Generalitat Valenciana, 1998.
- 10 palabras clave en filosofía política [colaboradores, Ángel Castiñeira et al.]. Estella, Navarra: Editorial Verbo Divino, 1998. 440 p.; 22 cm. ISBN 84-8169-161-5.
- Los ciudadanos como protagonistas, Barcelona, Galaxia Gutenberg/Círculo de Lectores, 1998.
- con Jesús Conill Sancho (coords.) Educar en la ciudadanía, Institución Alfonso el Magnánimo, 2001.
- Alianza y Contrato: Política, Ética y Religión Madrid: Editorial Trotta, 2001. 182 pp. ISBN 978-84-8164-485-2.
- Ética civil y religión, Madrid, Promoción Popular Cristiana, 2002.
- con Domingo García Marzá (ed. lit.) Razón pública y éticas aplicadas: los caminos de la razón práctica en una sociedad pluralista, Madrid, Tecnos, 2003.
- Ética para la sociedad civil edición coordinada por Francisco Javier Peña Echevarría. Valladolid: Universidad de Valladolid, Secretariado de Publicaciones e Intercambio Editorial, 2003, 200 p.; 21 cm. ISBN 84-8448-231-6.
- Por una ética del consumo. Taurus. 2002 ISBN 84-306-0485-5.
- Construir confianza: Ética de la empresa en la sociedad de la información y las comunicaciones, Madrid, Trotta, 2003.
- con Ignasi Carreras Fisa, Consumo... luego existo, Barcelona, Cristianisme i Justícia, 2004 ISBN 84-9730-066-1.
- Ciudadanos del mundo. Hacia una teoría de la ciudadanía, Madrid, Alianza, 2005.
- Ética de la razón cordial. Educar en la ciudadanía del siglo XXI. Ediciones Nobel. 2007. 274 p ISBN 978-84-8459-179-5.
- (coord.) La educación y los valores, Madrid, Biblioteca Nueva, 2009.
- Pobreza y libertad. Erradicar la pobreza desde el enfoque de Amartya Sen. Tecnos, 2009.
- Las fronteras de la persona. El valor de los animales, la dignidad de los humanos, Taurus, 2009, ISBN 978-84-3060765-5 (archiviato dall'url originale il 13 dicembre 2009).
- Hasta un pueblo de demonios. Ética Pública y Sociedad, Taurus, 1998, ISBN 8430602984.
- Las raíces éticas de la democracia, Universidad de Valencia, 2010.
- Justicia cordial, Madrid, Trotta, 2010.
- Neuroética y neuropolítica: sugerencias para la educación moral. Madrid, Tecnos, 2011.
- ¿Para qué sirve realmente...? la ética. Barcelona, Paidós, 2013 ISBN 978-84-493-2877-0.
- Aporofobia: el rechazo al pobre. Barcelona, Paidós, 2017 ISBN 9788449333385

## Premi e riconoscimenti
- Premio Internacional de Ensayo Jovellanos, 2007 per Ética de la razón cordial.
- Membro della Real Academia de Ciencias Morales y Políticas dal 2 dicembre 2008.
- Dottore honoris causa dell'Università Giacomo I di Castellón (15 gennaio 2009) e dell'Università politecnica di Cartagena (27 gennaio 2012).
- Premio Nacional de Ensayo, per ¿Para qué sirve realmente la ética? nel 2014.
- Dottore honoris causa dell'Università di Deusto (20 ottobre 2016)[4]
- Gran croce dell'Ordine di Giacomo I il Conquistatore[5][6]
- Premio della Crítica Literaria Valenciana 2018 per la saggistica[7]
- Dottore honoris causa dall'Università di Salamanca, 2018.[8]
- Nel 2018 i suoi colleghi gli hanno dedicato un libro di omaggio, Ética y Filosofía política: Homenaje a Adela Cortina.[9]
- Premio Antonio de Sancha 2018 della Asociación de Editores de Madrid.[10]
- Premio Derechos Humanos 2018 nella categoria persone.[11]
- Dottore honoris causa dall'Università Nazionale della Colombia (26 settembre 2019)][12]